# Dionysos (město)
Dionysos (řecky Διόνυσος) je město v Řecku, v kraji Attika. Pojmenované je podle boha Dionýsa. Město se nachází 20 km od Atén. Žije zde 5 000 obyvatel.

## Historie

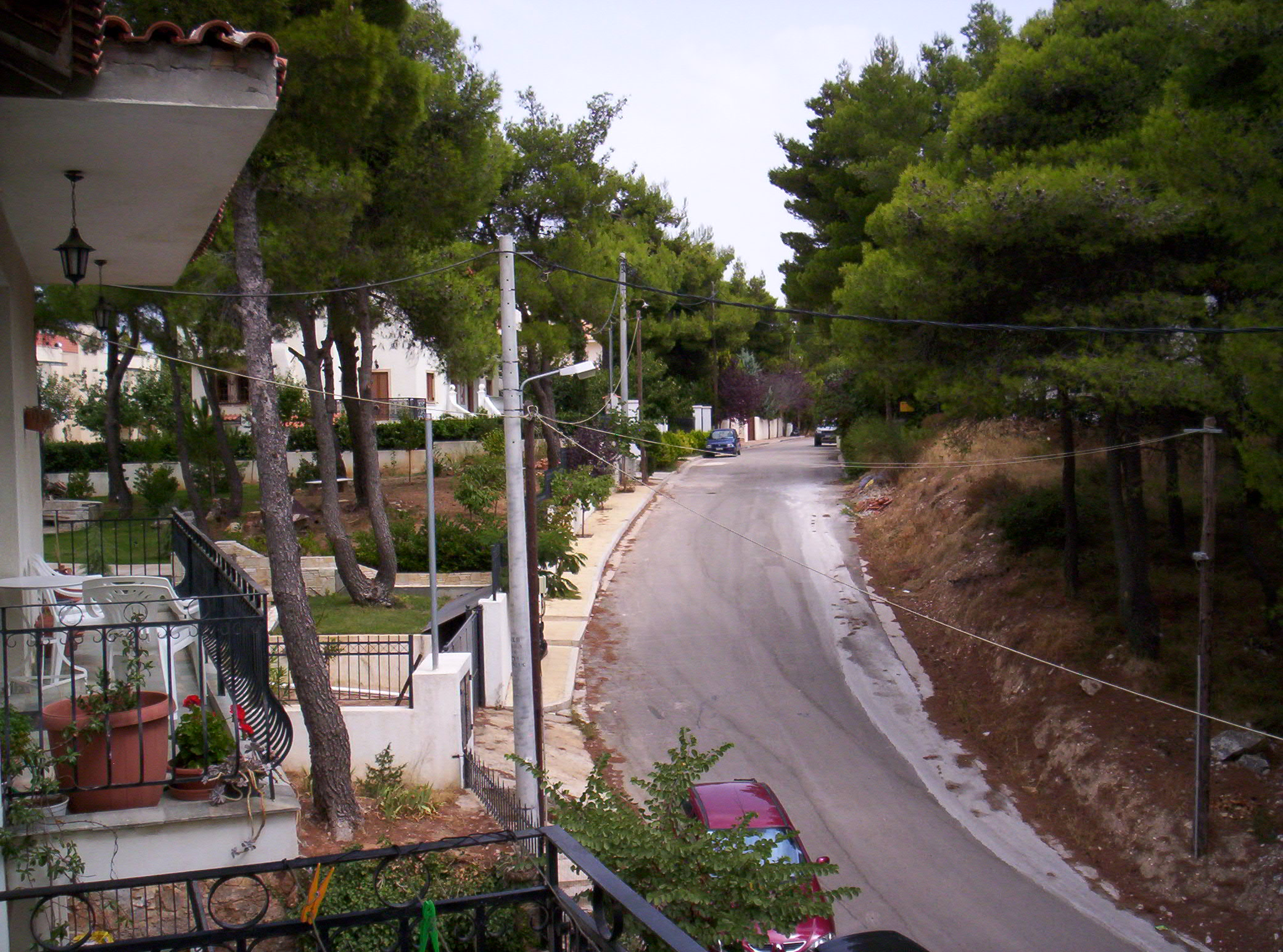
Dionysos

V 19. století zde žili řečtí pastýři – Sarakatsáni, kteří sem přišli z kraje Eurytania. Do té doby bylo toto území neobydlené. Jméno Dionysos bylo vymyšleno v roce 1888, jelikož se zde nacházel starověký oltář tohoto boha. Začátkem 20. století se ve městě usadili Řekové z Kykladských ostrovů, kteří sem přišli pracovat do mramorového kamenolomu v Pendeli.